# Cera de abelha

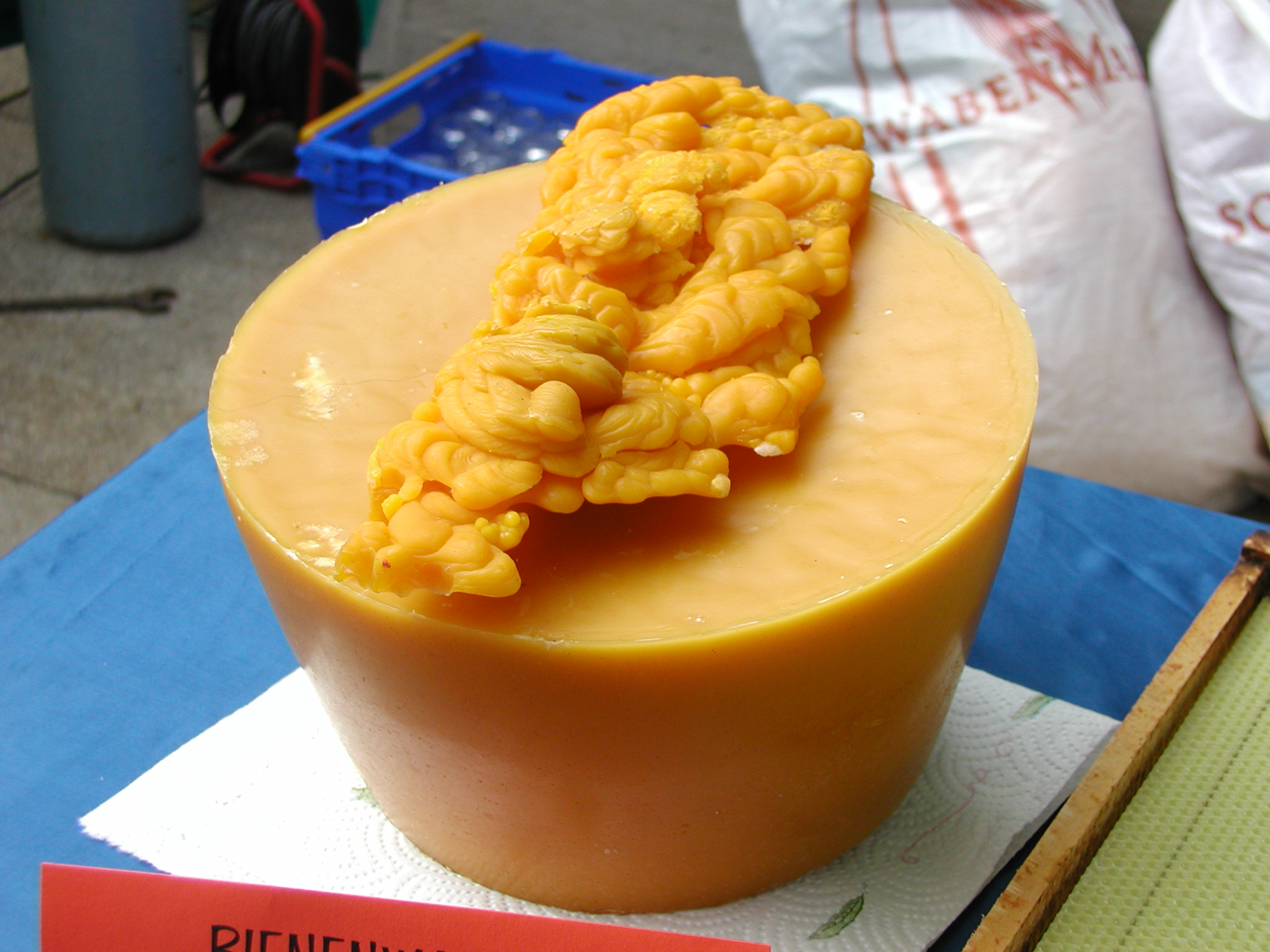
Cera de abelhas

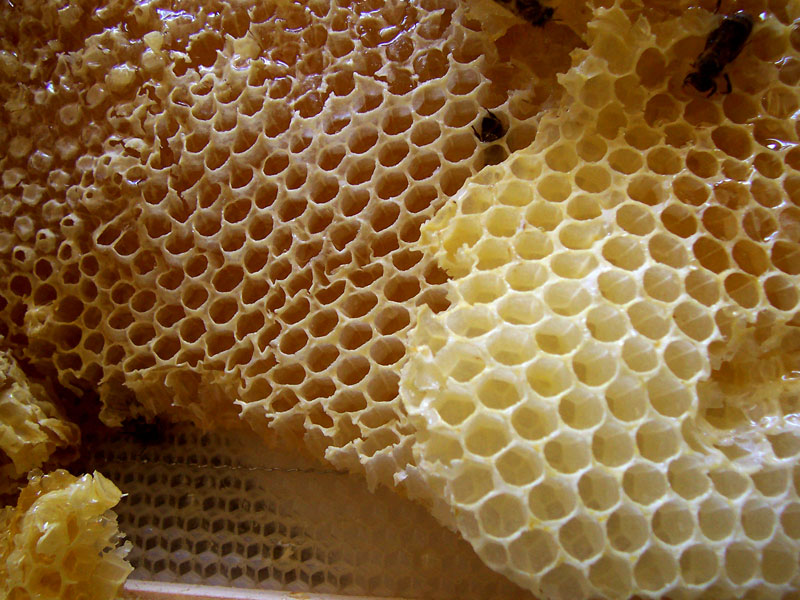
Cera no favo

No reino animal, a cera é produzida pelas abelhas na transformação do mel por elas ingerido com o auxílio de oito glândulas cerígenas localizadas no lado ventral do abdômen das operárias.
Também existem ceras químicas que são produtos usados para lustrar pisos, móveis, automóveis e sapatos. Ceras industriais e domésticas, líquidas, em pasta ou em pedra. Além é claro de algumas mucosas e fluidos corporais que são popularmente chamados dessa maneira (ver: cerúmen).

## História
Inicialmente Wilhelm Michler em 1768 propôs a Sociedade de Apicultura Alemã que a cera era produzida pelos anéis do corpo, porém foi contestado por Reamur, que afirmava que a cera era proveniente do pólen reelaborado pelo estômago das abelhas e expelido pela boca. Huber fechou abelhas numa caixa com mel e água. Mesmo assim as abelhas construíram favos de cera, porém em menor quantidade. Concluiu que a cera é resultado da reelaboração do mel, bastando 6 a 7 gramas para produzir um grama de cera.

### Ameríndios
Grande parte dos nativos das Américas consumiam os insetos abelhas e vespas, bem como seus sub-produtos, o mel e a cera. A cera servia também para outras utilidades.
Os Paresi, do Mato Grosso, eram uns dos poucos índios da América do Sul que domesticavam abelhas. Mantinham-nas em cuias com duas aberturas, uma para a entrada dos insetos e outra, bloqueada com cera, por onde eram retirados os favos. A cera da abelha era utilizada ainda no século XVI pelos nativos na confecção de instrumentos musicais como maracá, flauta e apito, como cola, vedação de utensílios, polimento e lubrificação de artesanatos e em algumas tribos em iluminação. A cera era armazenada em forma de rolos pretos e também utilizada para proteger grossos canudos de bambu empregados para a guarda de plumas .
Os Bakairi de Mato Grosso consumiam o mel e usavam a cera para tapar buracos ou fissuras na canoa, confeccionar flechas e, quando queimada no interior das habitações, desempenhar o papel de inseticida. Os Parakanã do Pará untavam fios de algodão com cera para fazer
tochas
Algumas tribos faziam a zarabatana com dois canudos de madeira unidos um ao outro com fibras de jacitara ou palmeira-cipó e vedados externamente com cera de abelha.

## Extração
O método de extrair a cera dos favos é colocá-los dentro de um saco de pano, mergulhá-los em água com um peso em cima e aquecê-los para que a cera derreta e escoe pelas malhas do saco, no qual fica retido o "bagaço" composto por uma finíssima malha de seda tecida pelas larvas que nasceram do favo em sucessivas gerações.

## Composição e características
A cera é composta por ácido cerótico e palmítico, é isolante elétrico, funde entre 63 °C e 64 °C, amolecendo a partir dos 35 graus Celsius, e tem densidade próxima da água. É solúvel em gorduras, azeites, benzina, sulfeto de carbono, terebentina, éter e clorofórmio.
É muito maleável e utilizada para laminação de cera alveolada e utilizada para determinar a posição em que as abelhas deverão fundar os favos no interior da colmeia. É utilizada na fabricação de medicamentos, cosméticos, depilatórios etc...

### Uso medicinal
Mascada pura destrói o tártaro dentário e depósitos de nicotina. Mascada com mel purifica as vias nasofaringeas e é muito eficiente  nos casos de sinusite e febre dos fenos.